# أحمد سيف (لاعب كرة قدم إماراتي)
أحمد سيف (مواليد 14 مايو 1991)، لاعب كرة قدم إماراتي يجيد اللعب في الظهير الأيسر مع نادي الشارقة في دوري الخليج العربي الإماراتي.
مثل أندية دبي و الشارقة في المراحلة السنية و انظم إلى نادي الشعب في عام 2013 .

## دمج نادي الشارقة
كان يلعب مع نادي الشعب و في عام 2017 صدر قرار بدمج نادي الشارقة مع نادي الشعب تحت مسمى نادي الشارقة تم ضمه إلى نادي الشارقة الجديد .

## الإصابة والاعتزال
في 17 فبراير 2019، تعرض أحمد سيف لإصابة بقطع في الرباط الصليبي خلال مباراة ضد نادي النصر في دوري الخليج العربي، مما أدى إلى غيابه عن الملاعب حتى نهاية الموسم.  أعلن اعتزاله اللعب في 1 يوليو 2019.